# Cúp bóng đá Melanesia 1990
```
Cúp bóng đá Melanesia
 1990 là mùa giải thứ 3 giải đấu khắp vùng Melanesia được tổ chức. Giải diễn ra ở 
Vanuatu
 và có 5 đội bóng tham gia: 
Fiji
, 
Quần đảo Solomon
, 
Nouvelle-Calédonie
, 
Vanuatu
 và 
Papua New Guinea
.
```

Các đội bóng thi đấu với nhau theo thể thức thi đấu vòng tròn và Vanuatu giành chức vô địch đầu tiên.

## Kết quả
|                    | St | T | H | B | BT | BB | Đ |
| ------------------ | -- | - | - | - | -- | -- | - |
| Vanuatu            | 4  | 2 | 2 | 0 | 4  | 2  | 8 |
| Nouvelle-Calédonie | 4  | 2 | 1 | 1 | 5  | 3  | 7 |
| Fiji               | 4  | 1 | 3 | 0 | 2  | 1  | 6 |
| Quần đảo Solomon   | 4  | 1 | 2 | 1 | 3  | 4  | 5 |
| Papua New Guinea   | 4  | 0 | 0 | 4 | 1  | 5  | 0 |

| Fiji | 0-0 | Quần đảo Solomon |
| ---- | --- | ---------------- |
|      |     |                  |

| Nouvelle-Calédonie | 0-1 | Vanuatu |
| ------------------ | --- | ------- |
|                    |     |         |

| Quần đảo Solomon | 1-1 | Vanuatu |
| ---------------- | --- | ------- |
|                  |     |         |

| Papua New Guinea | 1-2 | Nouvelle-Calédonie |
| ---------------- | --- | ------------------ |
|                  |     |                    |

| Nouvelle-Calédonie | 0-0 | Fiji |
| ------------------ | --- | ---- |
|                    |     |      |

| Papua New Guinea | 0-1 | Vanuatu |
| ---------------- | --- | ------- |
|                  |     |         |

| Vanuatu | 1-1 | Fiji |
| ------- | --- | ---- |
|         |     |      |

| Quần đảo Solomon | 1-0 | Papua New Guinea |
| ---------------- | --- | ---------------- |
|                  |     |                  |

| Papua New Guinea | 0-1 | Fiji |
| ---------------- | --- | ---- |
|                  |     |      |

| Nouvelle-Calédonie | 3-1 | Quần đảo Solomon |
| ------------------ | --- | ---------------- |
|                    |     |                  |